# Dubsmash
Dubsmash és una aplicació creada per Jonas Drüppel, Roland Grenke i Daniel Taschi, comercialitzada de manera oficial el 19 de novembre de 2014. En menys de tres mesos va obtenir més de 10 milions de descàrregues. Es tracta d'una aplicació gratuïta disponible per Apple i Android que permet crear playbacks través de la càmera del mòbil de cançons o frases famoses d'estrelles de cinema, personatges televisius i fins i tot, polítics d'arreu del món.
El seu ús és molt senzill: Els àudios estan dividits en diferents categories, i un cop s'escull una, se selecciona l'àudio desitjat i s'encén la càmera automàticament. Quan es comença a gravar, l'àudio escollit comença a sonar i l'usuari realitza el playback. La duració dels «vídeo-selfies» ve determinada per la duració de l'àudio. Un cop finalitzat el playback, l'aplicació dona l'opció de compartir el vídeo a través de diverses xarxes socials (Whatsapp o Facebook Messenger) o guardar-lo a la galeria.
Dubsmash dona l'opció de què els usuaris puguin afegir àudios propis a l'aplicació a través de l'ordinador a través de la pàgina oficial de Dubsmash, tot i que és necessari estar registrat com a usuari. Un cop pujat l'arxiu, es poden afegir alguns tags per identificar el fitxer a través del seu contingut, categoria o llenguatge.
Tot i l'èxit obtingut en tan poc temps, el fet d'utilitzar frases, cançons i altres materials per doblar els vídeos, s'ha obert el debat de si l'aplicació respecta els drets d'autor dels àudios disponibles per realitzar els playbacks, el que ha provocat que la companyia rebi diversos reclams.